# ليو نولان
ليو نولان (بالإنجليزية: Leo Nolan)‏ (18 أغسطس 1972 - ) هو ملاكم أمريكي، صنّف ضمن فئة وزن ثقيل.

## روابط خارجية
- ليو نولان على موقع بوكس ريك (الإنجليزية) (registration required)